# メルビン・タン
メルビン・タン（Melvyn Tan, 1956年10月13日 - ）は、シンガポール出身のイギリスのピアニスト。
ユーディ・メニューイン音楽学校と王立音楽アカデミーを卒業。1977年にロンドンのウィグモア・ホールでデビュー。1990年に初来日。フォルテピアノ奏者として有名。